# How Cissy Made Good
How Cissy Made Good è un film muto del 1914 scritto e diretto da George D. Baker.

## Trama
Cissy, aspirante sceneggiatrice, presenta un suo lavoro al Motion Picture Magazine, ma la sceneggiatura viene respinta. Le condizioni finanziarie della ragazza non sono floride e Cissy intenerisce il redattore che le propone un altro lavoro, quello di scrivere un articolo con le interviste agli attori e agli amministratori della Vitagraph. A Brooklyn, negli studi della casa di produzione, Cissy incontra l'attrice Flora Finch che la presenta alle altre celebrità della compagnia. Tutti quanti si mettono a prendere in giro la povera ragazza che rimane vittima degli scherzi delle star durante il suo tour dello studio. Finisce che l'inconsapevole Cissy irrompe sulla scena di un film che si sta girando, rovinando con la sua comparsa estemporanea metri e metri di pellicola, provocando così le ire del regista. Caduta in una vasca, Cissy muove a compassione Mary Meurice con la quale fa amicizia. Tutti gli altri si pentono di quello che hanno combinato e scrivono le loro interviste per Cissy che, assunta dalla rivista, sviene dalla gioia.

## Produzione
Il film fu prodotto dalla Vitagraph Company of America.

### Cast
- John Bunny - Fu uno dei comici più celebri del cinema muto prima dell'avvento di Chaplin. Secondo fonti moderne, fu l'ultimo film che girò alla Vitagraph[1]

## Distribuzione
Distribuito dalla General Film Company, il film fu presentato in prima al Vitagraph Theatre di New York il 21 dicembre 1914 nella versione originale in quattro rulli. Rimaneggiata, la pellicola uscì poi nelle sale il 2 febbraio 1915 in una versione ridotta di tre rulli.